# 豊橋市の映画館

愛知県における豊橋市の位置

愛知県豊橋市の映画館について記す。

## 概要

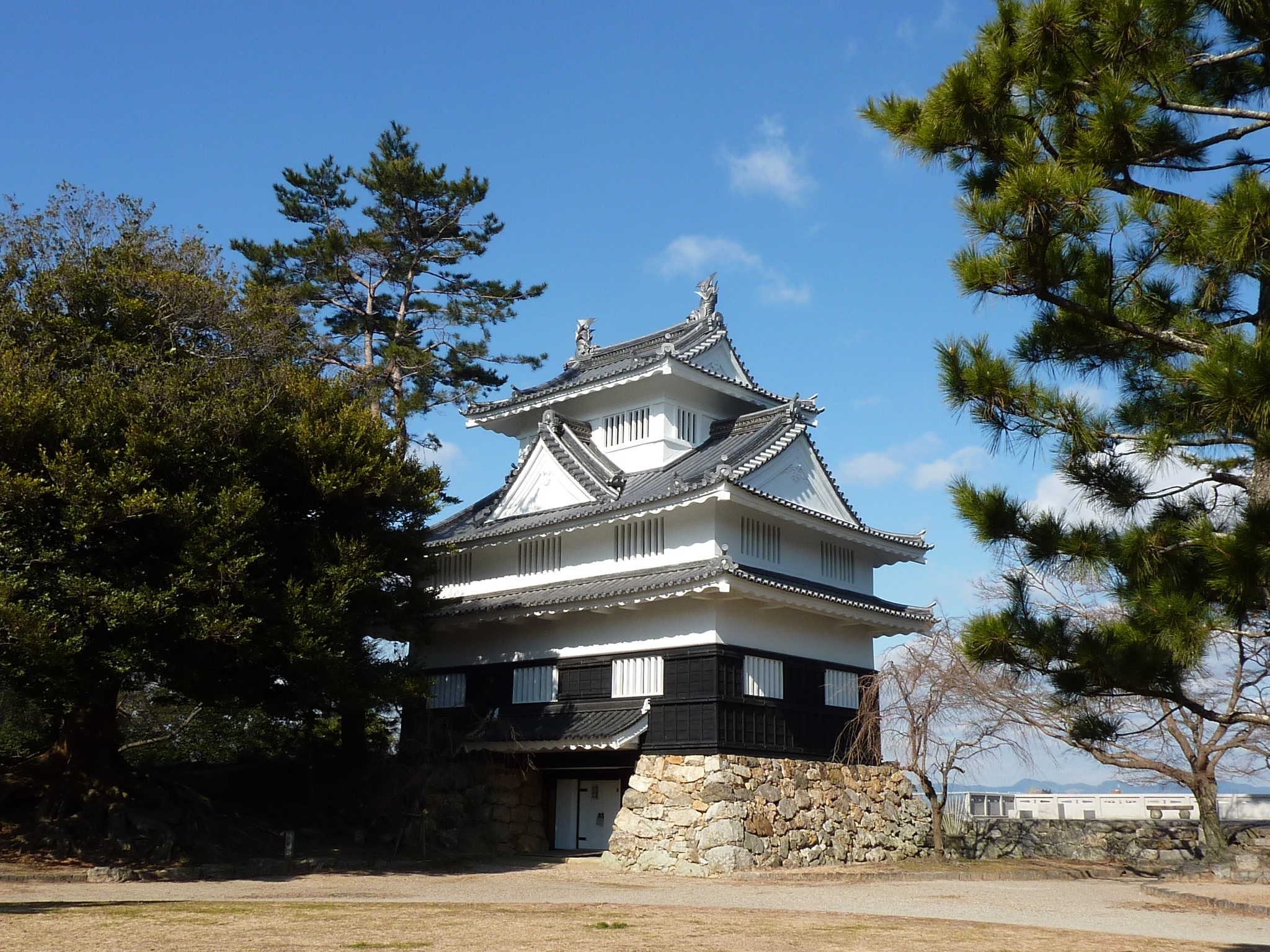
吉田城（模擬天守）

近世の吉田（今日の豊橋）は吉田城の城下町や東海道の宿場町として栄えた。愛知県東三河地方の中心都市であり、1888年（明治21年）には今日の東海道本線に豊橋駅が開業、翌1889年（明治22年）には町制を施行して豊橋町となった。1906年（明治39年）には全国62番目・愛知県2番目の市制施行を行って豊橋市となった。1925年（大正14年）には豊橋電気軌道の本線（今日の豊橋鉄道東田本線）が開業し、1931年（昭和6年）には百貨店の豊橋丸物（後の豊橋西武）と豊橋市公会堂が竣工している。

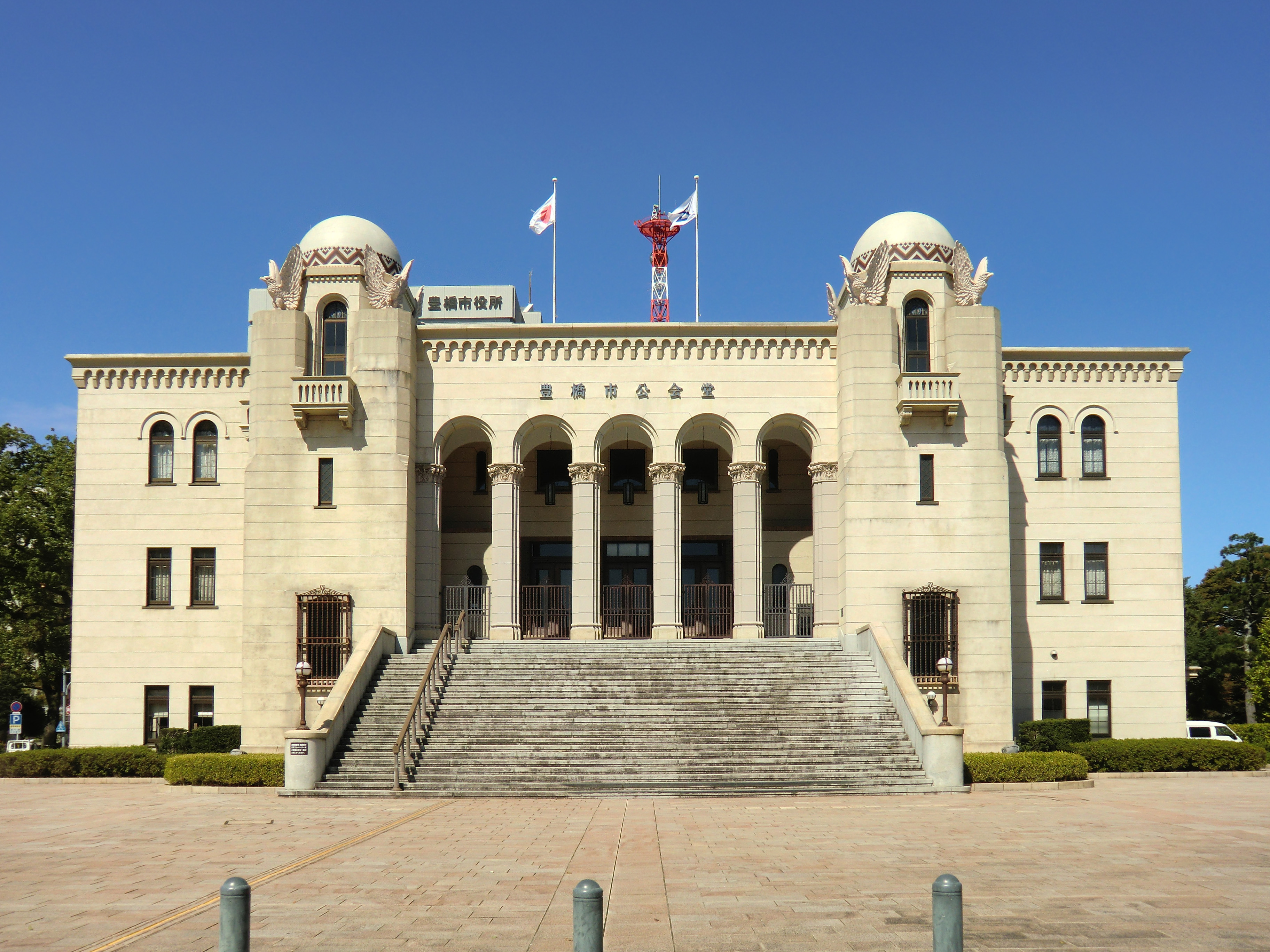
1931年竣工の豊橋市公会堂

1901年（明治34年）には朝日座にて、豊橋で初めて活動写真の上映が成功した。大正期には演劇場や演芸場から映画館への転換が進み、大正末期（1913年頃-1915年頃）には豊橋市街地に6館の、1940年（昭和15年）末には8館の映画館が存在した。1945年（昭和20年）6月の豊橋空襲では中心市街地の7割が消失し、一時的に豊橋から映画館が消滅したが、戦後には1950年までに7館の映画館が開館している。
1960年（昭和35年）頃の映画最盛期、豊橋市の中心市街地には12館の映画館があり、豊橋駅前、歓楽街の松葉町、広小路通り沿いなどに集中していた。中心市街地以外には、愛知大学や大日本紡績の工場がある南栄町、宿場町である二川地区にも1館ずつあった。映画館の周囲には喫茶店が軒を並べており、映画館は人々の交流の場だった。
1999年（平成11年）には日本最大のシネマコンプレックスであるAMCホリデイ・スクエア18（現・ユナイテッド・シネマ豊橋18）が開館した。2000年代初頭には従来型映画館の閉館が進み、2001年（平成13年）には中心市街地最後の映画館・スカラ座が閉館した。

## 歴史

### 明治期
江戸時代には手間町（現・大手町）の西光寺西隣に西向きの常芝居小屋があり、地域名を冠して吉田常芝居と呼ばれていた。公然と芝居小屋を許可する藩は少なく、馬繋ぎ場という名目で天保5年（1834年）以降に新築したとする説がある。一方で、文政5年（1822年）の文献にも吉田常芝居が登場する。天保初期には名代が大田屋佐平次から朝倉屋猪三郎に交代し、1873年（明治6年）-1874年（明治7年）頃には吉田常芝居が朝倉座と命名された。
1900年（明治33年）には呉服町に東雲座が設立された。江戸時代の常設小屋が東雲座の起源であり、1,185人を収容できる大劇場だった。豊橋が町制や市制を行う頃には有力者の政談場としても使用されたという。明治時代には東雲座のほかに、朝倉座、宝栄座、弥生座、豊橋劇場などの演劇場があり、尾上菊之助や市川左団次などの著名歌舞伎俳優が豊橋で公演を行っている。
1901年（明治34年）10月には上伝馬本通りの東側中央にあった朝日座で、豊橋ではおそらく初とされる活動写真の上映が行われた。それまでの豊橋で活動写真の上映会が企画されたことはあったが、いずれも失敗していたという。全国を巡回して活動写真の普及に努めていた巡業隊によるものだとされる。この時の上映会ではパリ万国博覧会や戦争の動画が上映された。
1907年（明治40年）に東雲座で行われた山口定雄一座の「影法師」、豊橋座で行われた川上音二郎・川上貞奴一座の「貞奴新案舞曲鶴亀」などは、連日満員となるほど好評を博した。1911年（明治44年）には新停車場通りの清水町に寿座が設立され、「マムシ薬」と大書きされた看板が市民にインパクトを与えた。明治時代の上伝馬町には弥生座（演劇/演芸）、朝日座、河原座（演芸）があった。

### 大正期
1912年（大正元年）頃、豊橋には演劇場4座（弥生座、東雲座、豊橋座、河原座）、演芸場1座（寿座）、映画館1館（豊明館）があった。しかしその後、映画の人気が高まるにつれて演劇場の映画館への転業や廃業が進んだ。
無声映画時代の大正初期には新派物、文芸物、時代劇などが中心だった。第一次世界大戦頃にはアメリカ合衆国から輸入される作品が増え、大正末期には外国映画が日本映画をしのぐようになった。大正時代の映画館は邦画・洋画を取り交ぜて1日5-6本上映。一日の上映が終了するのは22時30分から23時頃であった。夏季には空き地で活動写真の上映会が開催された。
1921年（大正10年）8月13日には弥生座が映画館に転換して帝国館となった。開館式には1,000人あまりが集まり、芸妓100人あまりも集めた祝宴後に一般客に開場された。同年には錦正館と新盛館も開館しており、豊橋の映画館は5館に増えた。1924年（大正13年）には広小路の豊橋丸物東隣付近にあった寿座が蝶春座に改称した。同年には錦正館で松本英一監督の『籠の鳥』が大ヒットしている。

### 戦前

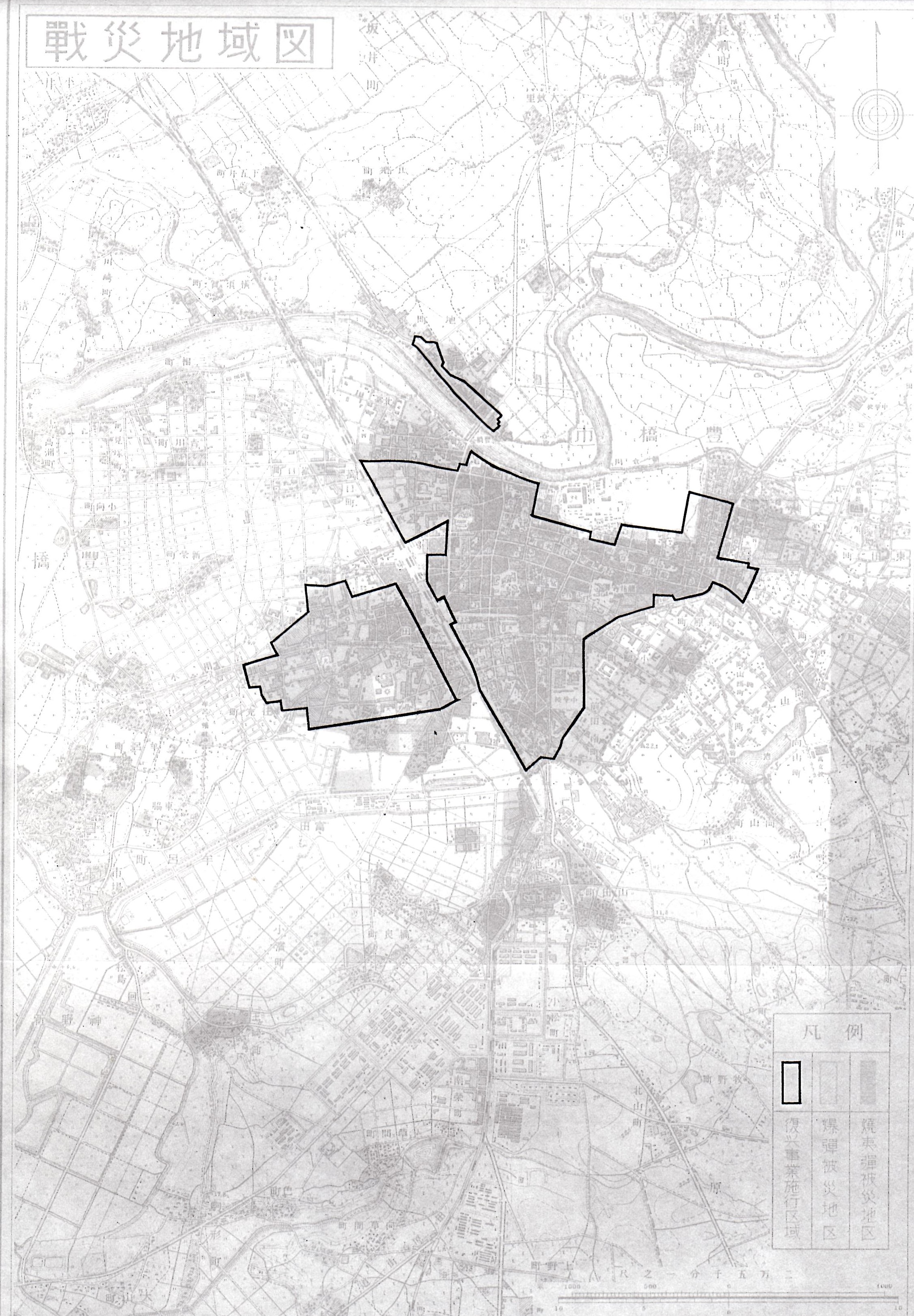
太平洋戦争時における豊橋の戦災地域図

1930年（昭和5年）には錦正館から改称した錦館で上映された鈴木重吉監督の『何が彼女をそうさせたか』がロングラン記録を作り、「何がホゲホゲをそうさせたか」という流行語が生まれた。同年には松葉町に教育映画館としてキネマパワーが開館し、1932年（昭和7年）には豊橋市西部唯一の映画館として花田館が開館した。演劇場の中でも東雲座と豊橋座は集客力が強く、歌舞伎以外にも映画、奇術の天勝一座、テノール歌手の藤原義江、関屋敏子などが公演を行った。

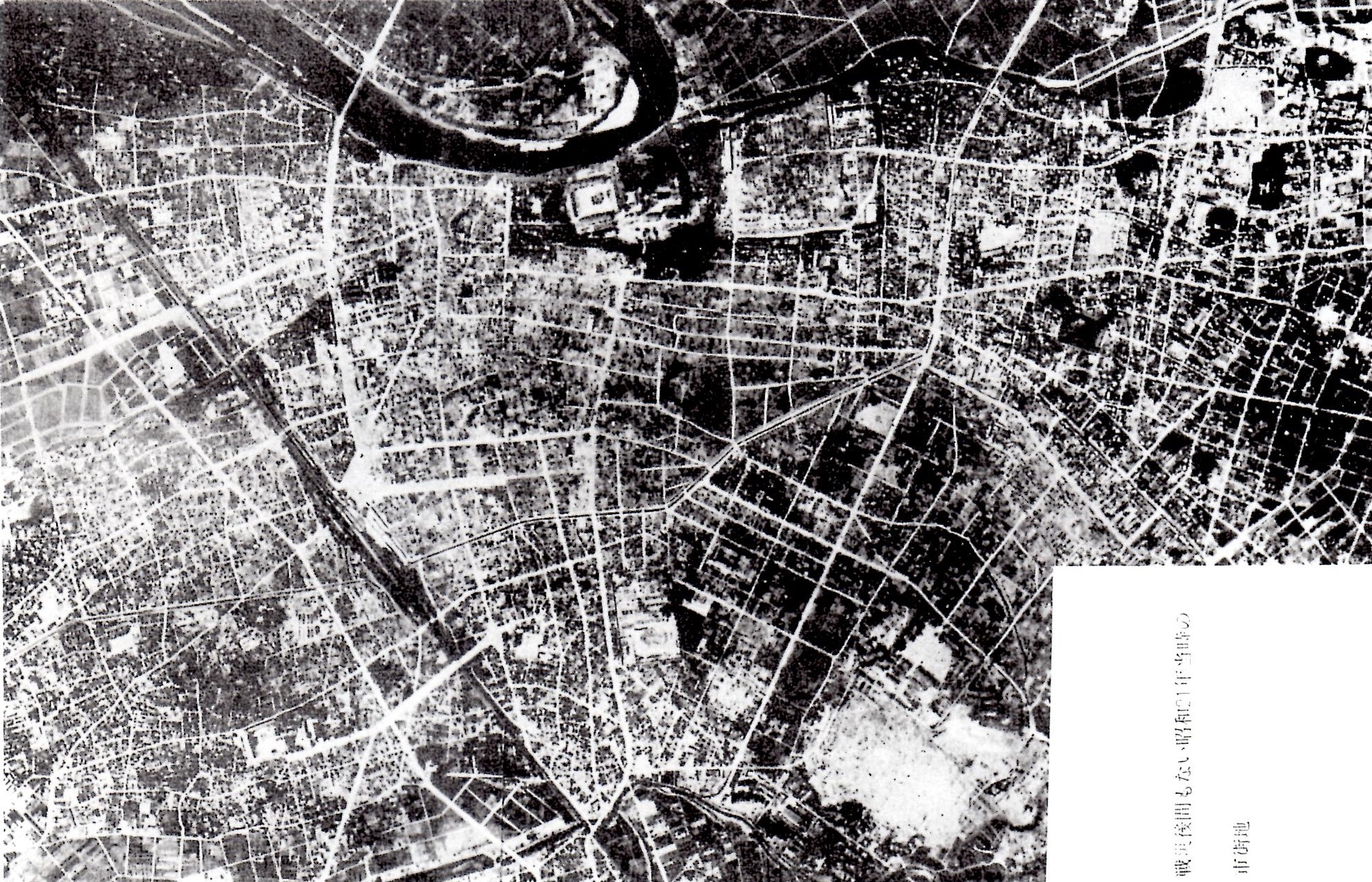
豊橋空襲後の豊橋市街地

1933年（昭和8年）には河原座が廃業したため、豊橋の劇場は演劇場2座、演芸場1座、映画館7館となった。同年頃には作品のトーキー移行が目立ち始めたため、活動弁士や楽士の一斉失業という問題が表面化。全常設館の全従業員が組合を結成し、経営者を相手取ってストライキを行った。1940年（昭和15年）末には豊橋の演劇場の代表格だった東雲座が映画館の豊橋東宝映画劇場に転換し、豊橋の映画館は8館となった。
太平洋戦争末期の1945年（昭和20年）6月19日から20日にかけて、豊橋市は市街地の70%が焼失する豊橋空襲に遭った。これによって錦館、帝国館、キネマパワー、花田館などが焼失し、一時的に豊橋から映画館が消えた。豊橋劇場と蝶春座（寿座）は最後まで残った演劇/演芸場であるが、1945年には建物疎開の関係で蝶春座が廃業、豊橋空襲で豊橋劇場が焼失し、映画館とともに演劇場/演芸場も豊橋から消えることとなった。

### 戦後

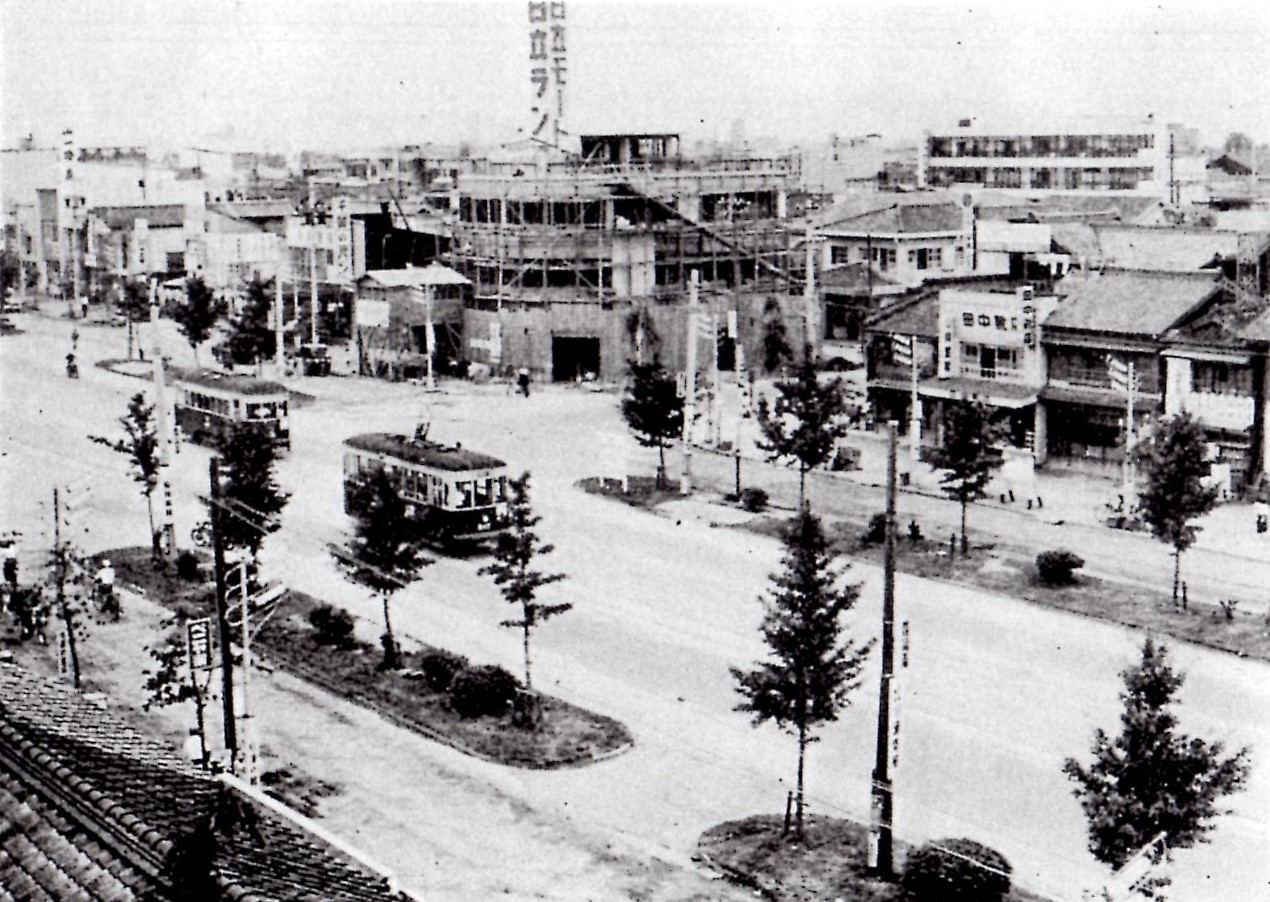
戦後に整備された駅前大通（1958年）

終戦後の1945年（昭和20年）末には帝国館の焼け跡に第一映画劇場が、 新銭町に第二映画劇場が開館した。1946年（昭和21年）には松葉町に大劇が、豊橋劇場跡に松竹映画劇場が開館し、1947年には松葉町にメトロ劇場が開館している。第一映画劇場は1949年（昭和24年）に東映封切館となり、豊橋第一東映劇場に改称。1950年（昭和25年）には萱町に移転した。1950年には百貨店の豊橋丸物が駅前大通に移転したのを機に、丸物3階に丸物会館が開館した。
キネマ旬報社の『全日本映画館録』によると、1957年の豊橋市には10館の映画館があった。愛知大学の開学や大日本紡績株式会社工場建設などのおかげで、1950年代以後の南栄地区は「豊橋の副都心」と呼ばれるほどの賑わいを見せ、1959年（昭和34年）には南栄町に南東映劇場が開館した。同じ年には二川地区の大岩町に二川銀映劇場が開館しており、映画最盛期には豊橋の中心市街地以外に2館の映画館が存在した。
日本の映画館数のピークはカラーテレビ放送が開始された1960年（昭和35年）頃である。1960年代には映画館の閉館が相次いだ。1961年（昭和36年）にはメトロ劇場や豊橋国際劇場が、1964年（昭和39年）には大劇が閉館、1966年（昭和41年）には南東映劇場が、1968年（昭和43年）には二川銀映劇場が閉館し、中心市街地以外から映画館が消えた。1970年（昭和45年）には千歳劇場が、1973年（昭和48年）には第二映画劇場が閉館した。
この頃には閉館ラッシュが落ち着きを見せ、1970年代半ば以降の豊橋の映画館は広小路劇場、豊橋第一東映劇場、松竹会館ビル、日活ビル、豊橋銀座東映劇場（成人映画館）、日活小劇場（成人映画館）に再編された。

1985年（昭和60年）には郊外の藤沢町にあるホリデイ・スクエアに、ヘラルドグループのホリデイ・イン・シアターが開館したが、豊橋西武が閉店する6年前の1997年（平成9年）には豊橋西武東宝が閉館した。なお、平成に入った1989年（平成元年）に豊橋市街北東の市境に近い豊川市正岡町にシネマコンプレックスも備えた豊川コロナタウンが開業している。
| 豊橋の映画館一覧（1962年） | 豊橋の映画館一覧（1962年） | 豊橋の映画館一覧（1962年） | 豊橋の映画館一覧（1962年） |
|                            | 館名                       | 内容                       | 所在地                     |
| -------------------------- | -------------------------- | -------------------------- | -------------------------- |
| 豊橋東宝映画劇場           | 豊橋東宝映画劇場           | 東宝                       | 広小路3                    |
| 豊橋大劇場                 | 豊橋大劇場                 | 洋画                       | 松葉町                     |
| 千歳劇場                   | 千歳劇場                   | 邦画二番館                 | 駅前大通1                  |
| 松竹会館ビル               | 豊橋松竹                   | 松竹                       | 大橋通                     |
| 松竹会館ビル               | 豊橋名画座                 | 洋画                       | 大橋通                     |
| 豊橋第一東映劇場           | 豊橋第一東映劇場           | 東映                       | 萱町                       |
| 丸物会館                   | 丸物会館                   | 大映                       | 豊橋丸物                   |
| 豊橋日活劇場               | 豊橋日活劇場               | 日活                       | 駅前大通1                  |
| 豊橋銀座東映劇場           | 豊橋銀座東映劇場           | 東映                       | 神明町                     |
| 南東映劇場                 | 南東映劇場                 | 東映                       | 南栄町                     |
| 二川銀映劇場               | 二川銀映劇場               | 松竹                       | 大岩町                     |
| 東海劇場                   | 東海劇場                   | ストリップ                 | 札木町                     |

| 豊橋の映画館一覧（1975年） | 豊橋の映画館一覧（1975年） | 豊橋の映画館一覧（1975年） | 豊橋の映画館一覧（1975年） |
|                            | 館名                       | 内容                       | 所在地                     |
| -------------------------- | -------------------------- | -------------------------- | -------------------------- |
| 豊橋東宝映画劇場           | 豊橋東宝映画劇場           | 東宝                       | 広小路3                    |
| 豊橋第一東映劇場           | 豊橋第一東映劇場           | 東映                       | 萱町                       |
| 松竹会館ビル               | 豊橋松竹                   | 松竹                       | 大橋通                     |
| 松竹会館ビル               | 豊橋名画座                 | 洋画                       | 大橋通                     |
| 松竹会館ビル               | 松竹ロキシー               | 洋画                       | 大橋通                     |
| 松竹会館ビル               | 松竹シネマ                 | 成人映画                   | 大橋通                     |
| 日活ビル                   | スカラ座                   | 洋画                       | 広小路1                    |
| 日活ビル                   | みゆき座                   | 成人映画                   | 広小路1                    |
| 豊橋銀座東映劇場           | 豊橋銀座東映劇場           | 成人映画                   | 神明町                     |
| 日活小劇場                 | 日活小劇場                 | 成人映画                   |                            |

### 現代

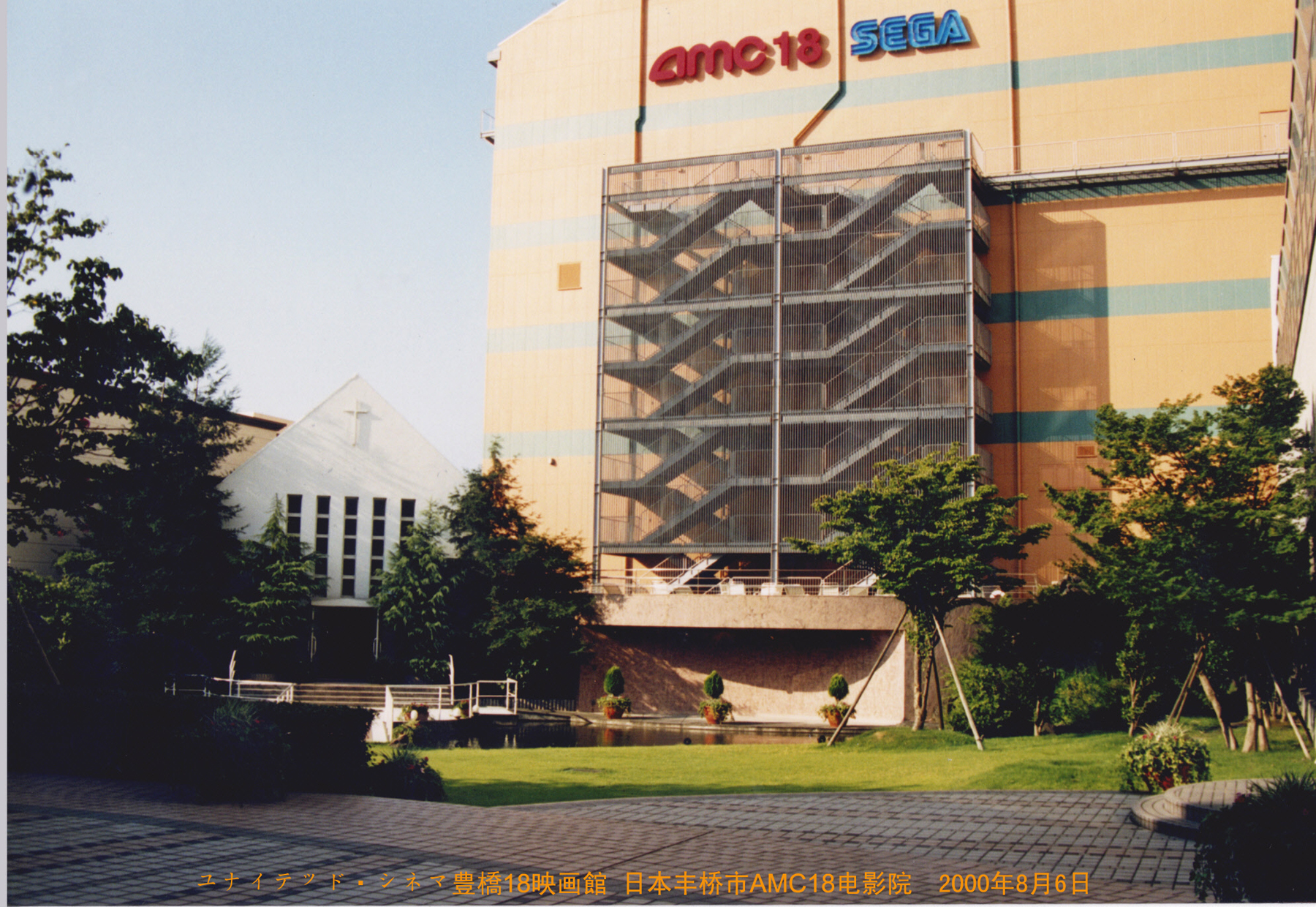
ユナイテッド・シネマ豊橋18

1999年（平成11年）にはホリデイ・スクエアにAMCホリデイ・スクエア18が開館。この映画館は18スクリーン・計3,300席を持ち、開館時はスクリーン数で日本最大のシネマコンプレックスだった。AMCホリデイ・スクエア18開館のあおりを受けて、2000年（平成12年）には豊橋松竹会館ビルの各館（豊橋松竹・ピカデリー1・2・3）が、2001年（平成13年）には豊橋東映劇場ビルの各館と日活ビルの各館（スカラ座1・2・3）が相次いで閉館し、豊橋市から従来型の映画館が消滅した。豊橋東映劇場はAMCホリデイ・スクエア18の影響で赤字に転落し、黒字化の見通しが立たなくなったために撤退を決定したとしている。
2002年（平成14年）には旧スカラ座と旧豊橋西武東宝を会場として、豊橋青年会議所がとよはしまちなかスロータウン映画祭を初開催した。2003年（平成15年）の第2回以降は市民有志による実行委員会が映画祭の主催者となっており、基本的に行政からの補助金を得ることなく開催を続けている。2005年（平成17年）には名豊ビルに会場を移し、2016年度は穂の国とよはし芸術劇場PLATで開催される予定である。2017年（平成29年）には映画監督の園子温がディレクターを務める映画祭「ええじゃないかとよはし映画祭」が初開催される予定である。
2005年にはAMCホリデイ・スクエア18の運営者が変わり、ユナイテッド・シネマ豊橋18となった。2014年（平成26年）には15番スクリーンにIMAX上映設備を導入している。
| 豊橋の映画館一覧（1990年） | 豊橋の映画館一覧（1990年） | 豊橋の映画館一覧（1990年） | 豊橋の映画館一覧（1990年） |
|                            | 館名                       | 内容                       | 所在地                     |
| -------------------------- | -------------------------- | -------------------------- | -------------------------- |
| 豊橋東宝映画劇場           | 豊橋東宝映画劇場           |                            | 広小路3                    |
| 東映劇場ビル               | 東映シネマ1                |                            | 萱町                       |
| 東映劇場ビル               | 東映シネマ2                |                            | 萱町                       |
| 松竹会館ビル               | 豊橋松竹                   |                            | 花田町                     |
| 松竹会館ビル               | 豊橋松竹ピカデリー1        |                            | 花田町                     |
| 松竹会館ビル               | 豊橋松竹ピカデリー2        |                            | 花田町                     |
| 松竹会館ビル               | 豊橋松竹ピカデリー3        |                            | 花田町                     |
| 日活ビル                   | スカラ座                   |                            | 広小路1                    |
| 日活ビル                   | スカラ座2                  |                            | 広小路1                    |
| 日活ビル                   | スカラ座3                  |                            | 広小路1                    |
| 豊橋銀座東映劇場           | 豊橋銀座東映劇場           | 成人映画                   | 神明町                     |
|                            | ホリデイ・イン・シアター1  | 洋画                       | 藤沢町                     |
| ホリデイ・イン・シアター2  | 洋画                       |                            | 藤沢町                     |

| 豊橋の映画館一覧（2001年以後） | 豊橋の映画館一覧（2001年以後） | 豊橋の映画館一覧（2001年以後） |
|                                | 館名                           | 所在地                         |
| ------------------------------ | ------------------------------ | ------------------------------ |
| ユナイテッド・シネマ豊橋18     | 1番スクリーン                  | ホリデイ・スクエア             |
| ユナイテッド・シネマ豊橋18     | 2番スクリーン                  | ホリデイ・スクエア             |
| ユナイテッド・シネマ豊橋18     | 3番スクリーン                  | ホリデイ・スクエア             |
| ユナイテッド・シネマ豊橋18     | 4番スクリーン                  | ホリデイ・スクエア             |
| ユナイテッド・シネマ豊橋18     | 5番スクリーン                  | ホリデイ・スクエア             |
| ユナイテッド・シネマ豊橋18     | 6番スクリーン                  | ホリデイ・スクエア             |
| ユナイテッド・シネマ豊橋18     | 7番スクリーン                  | ホリデイ・スクエア             |
| ユナイテッド・シネマ豊橋18     | 8番スクリーン                  | ホリデイ・スクエア             |
| ユナイテッド・シネマ豊橋18     | 9番スクリーン                  | ホリデイ・スクエア             |
| ユナイテッド・シネマ豊橋18     | 10番スクリーン                 | ホリデイ・スクエア             |
| ユナイテッド・シネマ豊橋18     | 11番スクリーン                 | ホリデイ・スクエア             |
| ユナイテッド・シネマ豊橋18     | 12番スクリーン                 | ホリデイ・スクエア             |
| ユナイテッド・シネマ豊橋18     | 13番スクリーン                 | ホリデイ・スクエア             |
| ユナイテッド・シネマ豊橋18     | 14番スクリーン                 | ホリデイ・スクエア             |
| ユナイテッド・シネマ豊橋18     | 15番スクリーン                 | ホリデイ・スクエア             |
| ユナイテッド・シネマ豊橋18     | 16番スクリーン                 | ホリデイ・スクエア             |
| ユナイテッド・シネマ豊橋18     | 17番スクリーン                 | ホリデイ・スクエア             |
| ユナイテッド・シネマ豊橋18     | 18番スクリーン                 | ホリデイ・スクエア             |

## 映画館一覧

### 戦前の演劇場・演芸場・映画館
| 戦前の演劇場・演芸場・映画館一覧 | 戦前の演劇場・演芸場・映画館一覧 | 戦前の演劇場・演芸場・映画館一覧 | 戦前の演劇場・演芸場・映画館一覧 | 戦前の演劇場・演芸場・映画館一覧 | 戦前の演劇場・演芸場・映画館一覧 |
| 開館                             | 閉館                             | 画像                             | 館名                             | 所在地                           | 備考 |
| -------------------------------- | -------------------------------- | -------------------------------- | -------------------------------- | -------------------------------- | --- |
| 1900年                           | 1940年                           |                                  | 東雲座                           | 呉服町                           | 現在の龍拈寺北側付近。1900年12月に演芸場として開館。株式組織だったが、1920年に山森三九郎の個人経営に移り、1940年に映画館の豊橋東宝映画劇場に転換。 |
| 1899年以前                       | 1905年頃                         |                                  | 朝日座                           | 上伝馬町                         | 設立年・廃止年ともに不明。上伝馬遊郭の中央に位置していた。1899年11月には女義太夫の三福一座が公演。1901年には豊橋で初めて活動写真の上映を成功させる。廃業後には建物が遊郭内に放置されていたとされるが、1912年には川合銃砲火薬店の手に渡って取り壊された。 |
| 1873年-翌年                      | 1899年                           |                                  | 朝倉座                           | 手間町→西八町                    | 演劇場。常芝居。1873年から1874年頃に開館。当初は手間町（現・大手町）、1881年6月に西八町に移転。1899年に閉館。 |
| 1881年                           | 1883年                           |                                  | 宝栄座                           | 手間町                           | 演劇場。常芝居。朝倉座が手間町から西八町に移転したことで、手間町の旧小屋を使用して宝栄座が開館。1882年4月には朝倉座とともに華々しい合併興行が行われたが、その後興行が行われることはなく、1883年には取り壊されている。1900年にはこの土地を三遠銀行が新築予定地として買収。1933年にはこの場所から三遠銀行が移転し、跡地には有楽館が建設された。                                                                   |
| 1893年                           | 1921年                           |                                  | 弥生座                           | 上伝馬町                         | 演劇場。1893年11月開館。1921年に映画館に転換して帝国館に。 |
| 1899年                           | 1945年                           |                                  | 豊橋劇場                         | 花田町字石塚                     | 演劇場。1899年3月1日開館。1936年に松竹系の映画館となった。豊橋米穀取引所の隣にあった。1945年6月の豊橋空襲で焼失した。 |
| 1901年                           |                                  |                                  | 豊橋座                           |                                  | 演劇場として1901年に開館。名古屋市幅下の西栄座を購入して移築したとされる。建坪260余坪。 |
| 1902年                           | 1933年                           |                                  | 河原座                           | 萱町→上伝馬町                    | 河原一郎が経営する演芸場として1902年8月に開館。開館公演は初代三遊亭円遊であり、同日には奇術師が西洋手品を演じた。1904年11月には落語の昔々亭桃太郎、浪花節の芳川虎丸が来館している。万歳の鈴木源一郎一座、落語の音曲大一座も来館している。1917年に上伝馬町に移転。 |
| 1904年                           | 1906年                           |                                  | 東栄座                           | 西新町                           | 1904年に開館したが、1906年には業績不振で閉鎖された。建物は2,000円で豊川の豊川座に売却された。 |
| 1911年                           | 1945年                           |                                  | 寿座                             | 清水町                           | 1911年10月17日、松山町の牧野米作によって演芸場として開館。建坪は40坪、定員は582人。外観はロマネスク建築風であり、新停車場通りの名物となった。規模が小さかったため三流の芸能人が来館することが多く、客入りが芳しくなかった。このため、1912年7月27日には突如として映画館に転換。同年10月6日には寿館に改称した。1924年には蝶春座に改称。隣接して豊橋丸物と村田屋旅館があった。1945年に建物疎開の関係で廃業。       |
| 1912年                           | 不明                             |                                  | 豊明館                           | 神明町                           | 1912年6月に神明町に豊明館として開館。豊橋最初の活動写真常設館である。1929年に神明町内で移転し、松竹館に改称して松竹映画を上映。 |
| 1919年                           | 不明                             |                                  | 有楽館                           | 札木町                           | 1919年に有楽館として開館。1924年に大盛館に改称してマキノプロ映画を上映。1933年に館名を再び有楽館に戻す。1939年-1940年頃に豊橋新興映画劇場に改称して新興キネマ映画を上映。1927年竣工の中京相互銀行豊橋支店の裏手にあった。 |
| 1921年                           | 1945年6月                        |                                  | 錦正館                           | 松葉町                           | 1921年6月に錦正館として開館。1926年に錦館（ニシキ館）に改称。1937年に大衆劇場に改称し、洋画専門館として帝国キネマ映画を上映。広小路通りの萱町電停そば、後年のスカラ座近くにあった。モダンな建物。1945年6月の豊橋空襲で焼失。 |
| 1921年                           | 1945年6月                        |                                  | 帝国館                           | 上伝馬町                         | 前身は1893年に上伝馬町に設立された弥生座。1921年に帝国館が開館。1945年6月の豊橋空襲で焼失したが、同年10月末には焼け跡に第一映画劇場が開館している。 |
| 1921年                           | 昭和初期                         |                                  | 新盛館                           | 西新町                           | 1921年2月18日に新盛館として開館。開館式には愛知県庁職員、愛知県議会議員、豊橋市議会正副議長、学校長などが出席している。後にオペラ館に改称。昭和初期に閉館。 |
| 1930年                           | 1945年6月                        |                                  | キネマパワー                     | 松葉町                           | 1929年12月31日（1930年とする場合も）に教育映画館として開館した。豊橋6館目の映画館として大盛館の館主が設立。開館公演はジョン・フォード監督の『四人の息子』全11巻。ヨーロッパ映画を上映。1945年6月の豊橋空襲で焼失。現在の洋菓子店マッターホーン本店の場所。 |
| 1932年                           | 1945年6月                        |                                  | 花田館                           | 花田町字稲葉                     | 羽田八幡宮西側の一角（三井製糸場跡）に建設された、西部唯一の映画館。1932年12月22日に開館し、15時から16時の間には餅投げが行われた。開館当日には大河内伝次郎主演の『旅姿上州訛』、片岡千恵蔵主演の『一心太助』、沢田清主演の『江戸美少年録』が上映されている。大都映画の二番館であり、低価格でチャンバラ映画を専門に上映。1938年には花田劇場に改称し、松竹・東宝作品の二番館となった。1945年6月の豊橋空襲で焼失。 |
| 昭和時代                         | 不明                             |                                  | 二川座                           |                                  | |

### 戦後の映画館
| 戦後の映画館一覧 | 戦後の映画館一覧 | 戦後の映画館一覧 | 戦後の映画館一覧           | 戦後の映画館一覧 | 戦後の映画館一覧 |
| 開館             | 閉館             | 画像             | 館名                       | 所在地           | 備考 |
| ---------------- | ---------------- | ---------------- | -------------------------- | ---------------- | --- |
| 1945年           | 1950年           |                  | 第一映画劇場               | 上伝馬町         | 豊橋空襲で焼失した上伝馬町の帝国館の焼け跡に、1945年12月に合同映画社によって第一映画劇場が建設された。1949年には東映封切館となって豊橋第一東映劇場に改称。1950年には萱町に移転した。 |
| 1946年           | 1973年           |                  | 豊橋東宝映画劇場           | 広小路3          | 1946年12月に合同映画社が広小路3丁目に開館。木造平屋建。1947年には東宝の封切館となって豊橋東宝映画劇場に改称。1964年には丸物会館との入れ替わりで大映の封切館となって豊橋大映劇場に改称。1969年から1970年にはダイニチ映配の作品も上映している。大映の倒産にともなって、1971年には広小路劇場に改称して日活ロマンポルノを上映していたが、1972年9月に閉館した。映画館時代の建物は取り壊され、跡地には豊橋第一生命ビルが建っている。北緯34度45分51.1秒 東経137度23分17.2秒 / 北緯34.764194度 東経137.388111度                                   |
| 1946年           | 1961年           |                  | メトロ劇場                 | 松葉3            | 1946年5月、松葉町3丁目に足木興行社が豊橋劇場として開館。木造1階建、400人収容。1948年にメトロ劇場に改称して洋画専門館となった。隣接する豊橋大劇場（大劇）ではアクション映画が多かったが、メトロ劇場は女性向け文芸物や超特作が多かった。洋画専門館だったが、末期の1959年から1年あまりは松竹映画を上映。1961年に閉館してパチンコ店となった。現在は商工組合中央金庫豊橋支店となっている。北緯34度46分01.0秒 東経137度23分02.6秒 / 北緯34.766944度 東経137.384056度                                                                            |
| 1946年           | 1961年           |                  | 豊橋国際劇場               | 新本町           | 1946年4月、指笠町（新本町）に天野興行社が豊橋映画会館を開館。やがてキャピトル劇場と改称し、1948年に豊橋国際劇場（550席）に改称。洋画・大映・新東宝・日活作品を上映していたが、1953年に新東宝の専門館となった。1960年からは東映と新東宝の3本立て上映を行っていたが、1961年に閉館。現在の新本町ビルと中部電力新本町変電所の場所。北緯34度46分00.1秒 東経137度23分11.8秒 / 北緯34.766694度 東経137.386611度 |

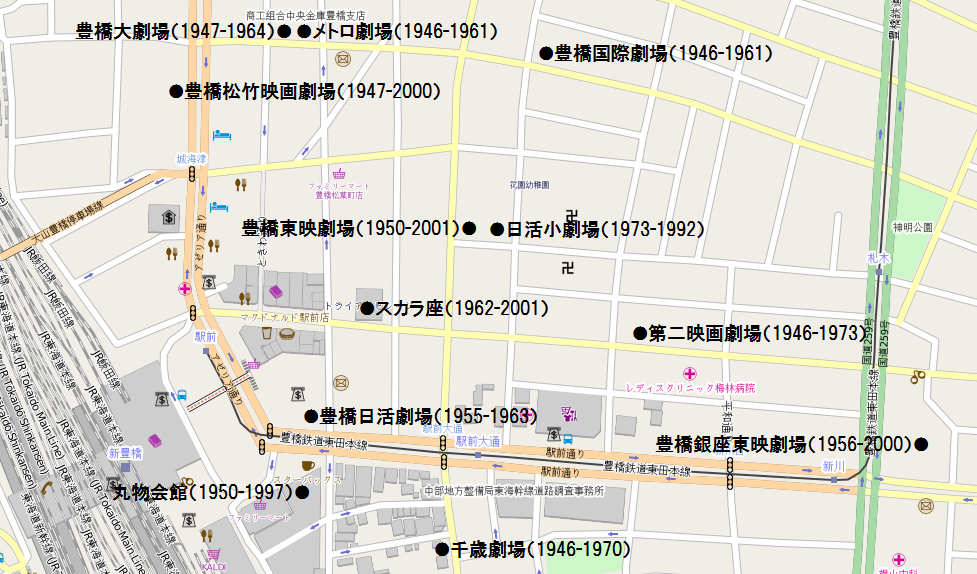
戦後の映画館マップ

| 1946年           | 1970年           |                  | 千歳劇場                   | 駅前大通1        | 1946年10月、駅前大通1丁目（花田町稗田）にオリオン座として開館。運営は千歳興行。1948年に豊橋大映に改称されると、大映作品や洋画を上映した。1952年には丸物会館が大映の封切館となったため、豊橋大映は8月に千歳劇場に改称し、松竹・東宝・大映の邦画特選上映二番館となった。480席。1963年には千歳日活に改称して日活作品を上映。1970年5月に閉館し、豊橋丸物の立体駐車場となった。後に豊橋西武の立体駐車場となり、現在はココラフロントの立体駐車場として使用されている。北緯34度45分43.7秒 東経137度23分07.7秒 / 北緯34.762139度 東経137.385472度 |
| 1947年           | 2000年           |                  | 豊橋松竹映画劇場           | 大橋通2          | 1947年5月、豊橋劇場跡に豊橋松竹映画劇場として開館。1960年には豊橋松竹会館ビルに建て替え、豊橋松竹と豊橋名画座の2スクリーン体制となった。1963年12月には同一ビル内に松竹ロキシーと松竹シネマを開設。1985年にはピカデリー1、ピカデリー2、ピカデリー3に改称し、豊橋松竹と合わせて4スクリーン体制となる。2000年に4館とも閉館。北緯34度45分58.2秒 東経137度22分57.2秒 / 北緯34.766167度 東経137.382556度 |
| 1947年           | 1964年           |                  | 豊橋大劇場                 | 松葉3            | 1947年8月、足木興行社によって開館。木造2階建、800人収容。初期には歌謡ショー・女剣劇・ヌードショーなどを行う実演大劇場だったが、1953年には洋画（アメリカ映画中心）専門の映画封切館となった。2階にはアベックが座れるロマンスシートがあった。同一運営元で同じく松葉3にあったメトロ劇場とともに豊橋の洋画上映を牽引したが、1964年に閉館した。現在の岡崎信用金庫松葉支店。北緯34度46分00.9秒 東経137度23分01.4秒 / 北緯34.766917度 東経137.383722度                                                                                            |
| 1950年           | 2001年           |                  | 豊橋東映劇場               | 萱町             | 前身は帝国館の流れをくむ第一映画劇場。1949年に東映封切館となって豊橋第一東映劇場に改称した。1950年には萱町に移転。1960年には建物を新築。1963年に東映直営の豊橋東映劇場に改称。1階は東映封切館の東映シネマ1、2階は東映による洋画の上映館東映シネマ2だった。2001年に閉館。現在は駐車場。北緯34度45分54.6秒 東経137度23分09.0秒 / 北緯34.765167度 東経137.385833度 |
| 1950年           | 1997年           |                  | 丸物会館                   | 駅前大通1        | 1950年、百貨店の豊橋丸物内に大映上映館として丸物会館が開館。1964年12月には同一ビル内で移転して丸物東宝に改称。1969年には再度同一ビル内で移転し、1972年には豊橋東宝に改称。1973年には豊橋西武東宝に改称。豊橋西武東宝は1997年に閉館した。豊橋西武の跡地にはココラフロントが建っている。北緯34度45分44.6秒 東経137度23分01.8秒 / 北緯34.762389度 東経137.383833度 |
| 1955年           | 1963年           |                  | 豊橋日活劇場               | 駅前大通1        | 1955年12月に中日興行が駅前大通りに開館。500席。日活作品の封切館であり、当時としては珍しいスタジアム形式のホールを備えていた。1962年には広小路に豊橋日活会館が開館したため、日活劇場は日活の二番館となり、しばしば洋画も上映した。1963年に閉館。現在の豊橋信用金庫駅前出張所の場所である。北緯34度45分49.1秒 東経137度23分03.0秒 / 北緯34.763639度 東経137.384167度 |
| 1956年           | 2000年           |                  | 豊橋銀座東映劇場           | 神明町           | 1956年10月、小寺秀和が神明町に開館。豊橋鉄道東田本線が北に向きを変える新川交差点の北東にあった。東映作品の二番館であり、1963年以降には洋画や大映作品も上映。1965年から2000年までの約36年間は成人映画館として営業していた。2000年閉館。北緯34度45分47.9秒 東経137度23分26.7秒 / 北緯34.763306度 東経137.390750度 |
| 1959年           | 1966年           |                  | 南東映劇場                 | 南栄町           | 1959年12月に開館。東映映画の三番館。1966年9月に閉館。現在はブックオフ豊橋店駐車場。北緯34度44分04.2秒 東経137度23分03.7秒 / 北緯34.734500度 東経137.384361度 |
| 1959年           | 1968年           |                  | 二川銀映劇場               | 大岩町           | 1959年10月に植村光次郎によって開館。邦画の三本立てを2-3日の高頻度で入れ替え、1か月に70本近くの作品を上映した。1963年には建物の一部がパチンコ店となった。1964年には映画館としての通年営業を止め、週末のみの上映となった。常設映画館としては1968年閉館。その後は移動映画館として活動し、株式会社東海映像となった。現在は建物跡地が一般住宅となっている。北緯34度43分30.4秒 東経137度26分51.5秒 / 北緯34.725111度 東経137.447639度 |
| 1962年           | 2001年           |                  | スカラ座                   | 広小路1          | 1962年に広小路に豊橋日活会館として開館。運営は中日興行。1963年に洋画封切館のスカラ座に改称。1966年には同一ビル内に広小路ロマンが開館。1975年にはロマンがみゆき座に改称。1984年にはスカラ座1、スカラ座2、スカラ座3となった。2001年に閉館。北緯34度45分52.3秒 東経137度23分04.3秒 / 北緯34.764528度 東経137.384528度 |
| 1973年           | 1992年           |                  | 日活小劇場                 | 花園町           | 1972年9月には日活ロマンポルノを上映していた広小路劇場が閉館。豊橋東映劇場の東隣にはヌード劇場や飲食店などが入る複合ビルがあったが、1973年1月には成人映画館として日活小劇場が開館した。その後成人映画業界が衰退し、1992年に閉館となった。北緯34度45分54.5秒 東経137度23分10.0秒 / 北緯34.765139度 東経137.386111度 |
| 1985年           | 1995年           |                  | ホリデイ・イン・シアター   | 藤沢町           | 1985年9月、研修施設兼用映画館としてホリデイ・スクエア内に開館。運営はヘラルドグループである。2スクリーンを有し、邦画・洋画、新作・旧作など、多様なラインナップで10年間営業した。1995年頃からは研修施設として使用されることが多くなり、1999年に同一敷地内にAMGホリデイ・スクエア18が開館したことで完全に閉館した。現在のロワジールホテル豊橋駐車場。北緯34度44分38.3秒 東経137度22分18.7秒 / 北緯34.743972度 東経137.371861度 |
| 1999年           | 現存             |                  | ユナイテッド・シネマ豊橋18 | 藤沢町           | 1999年にホリデイ・スクエア内にAMCホリデイ・スクエア18が開館。18スクリーン・計3,300席を持ち、開館時からスクリーン数で日本最大のシネマコンプレックスである。2005年に運営者が変わってユナイテッド・シネマ豊橋18に改称。北緯34度44分38.3秒 東経137度22分18.7秒 / 北緯34.743972度 東経137.371861度 |